# Tweede Kamerverkiezingen 1998/Kandidatenlijst/De Groenen
De kandidatenlijst voor de Tweede Kamerverkiezingen 1998 van De Groenen was als volgt:

## De lijst
1. Jaap Dirkmaat - 9.122 stemmen
2. Kirsten Kuipers - 1.863
3. Martin van Meurs - 246
4. Annemarie ter Veer - 507
5. Roel van Duijn - 1.382
6. Rob Visser - 169
7. Peter Pot - 154
8. Leo Jacobs - 120
9. Marian Hulscher-Emeis - 160
10. Peter Heukels - 59
11. Yvonne Olf - 208
12. Otto ter Haar - 45
13. Jan van der Meer - 93
14. Bart Kuiper - 75
15. Michiel van Harten - 116
16. Helene Stafleu - 69
17. Hans Visscher - 65
18. Ben Kal - 66
19. Jeanette de Jong - 81
20. Carla Seelemeijer - 53
21. Jos Kamphuys - 49
22. Bessie Schadee - 36
23. Igor Cornelissen - 56
24. Anneke Smit-Boerma - 62
25. Karel Eijkman - 39
26. Herman Verbeek - 167
27. Hans Righart - 28
28. Hans Dorrestijn - 259
29. Henk Westbroek - 569
30. Jos Brink - 667

PvdA · CDA · VVD · D66 · AOV/U55+ · GroenLinks · Centrumdemocraten · RPF · SGP · GPV · SP · Senioren 2000 · Natuurwetpartij · NCPN · De Groenen · Vrije Indische Partij · Idealisten/Jij · NMP · Nederland Mobiel · Katholiek Politieke Partij · Het Kiezers Collectief · NSOV
1986 · 1989 · 1994 · 1998 · 2006 · 2021 · 2023